# Marta Pérez i Sierra
Marta Pérez i Sierra (née le 7 juillet 1957 à Barcelone) est une femme écrivain catalane.

## Biographie
Elle a effectué des études de philologie catalane et après sa licence elle a travaillé comme enseignante. Elle est coauteur de livres et guides didactiques de langue et de littérature. Elle a reçu plusieurs prix de littérature, par exemple était-elle vainqueur des Jeux floraux de Gràcia en 1986 et du Premi Ràdio Llinars en 1988. En 2007 elle a reçu les prix principal du Concurs de Relats Breus del TRAM. Son livre Sexe Mòbil Singular (SMS) a atteint beaucoup d'attention par les médias, par exemple dans AVUI, El Periódico et La Vanguardia.

## Livres
- I demà, l'atzar, contes, SetzeVents Editorial, Urús 2009
- SexeMòbil, poésie (livre numérique), SetzeVents Editorial, Urús 2009
- Sexe Mòbil Singular (SMS), poésie, Viena Edicions, Barcelone 2002
- L'Origen, narration, dans: Narracions Breus, Port d'Aiguadolç, Sitges 1998

Contributions anthologiques
- Totes les baranes dels teus dits, Terres de l'Ebre, Editorial Petròpolis, 2009.
- Totes les sortides dignes, Terres de l'Ebre, Editorial Petròpolis, 2010.